# DeAnna Price
DeAnna Marie Price (St. Charles, 8 juni 1993) is een atlete uit de Verenigde Staten, die zich heeft toegelegd op het kogelslingeren. Zij veroverde in 2019 de wereldtitel op dit onderdeel en werd in 2021 Noord- en Midden-Amerikaans recordhoudster met een worp van 80,31 m.  

## Loopbaan

### Eerste internationale ervaring
Price nam in 2012 voor het eerst deel aan een internationaal kampioenschap. Ze werd dat jaar uitgezonden naar de wereldkampioenschappen voor junioren in 2012 in Barcelona, waar zij bij het kogelslingeren met 57,82 m niet verder kwam dan de kwalificatieronde.

### Eerste successen
Het eerste jaar waarin Price succes begon te boeken was 2015. Allereerst werd zij dat jaar studenten(NCAA-)kampioene  van de Verenigde Staten, gevolgd door een vierde plaats op de Pan-Amerikaanse Spelen in Toronto, waar zij dat jaar voor het eerst aan meedeed. Vervolgens waren er de Noord-Amerikaanse, Midden-Amerikaanse en Caribische kampioenschappen (NACAC) in San José, waar zij bij het kogelslingeren met een worp van 71,27 een zilveren medaille veroverde achter haar landgenote Amber Campbell. Het leverde haar deelname aan de wereldkampioenschappen in Peking op. Daar bleef zij overigens met een beste worp van 68,69 in de kwalificatieronde steken.

### Olympisch debuut in Rio
In 2016 prolongeerde Price haar NCAA-titel, waarna zij zich op de Amerikaanse kampioenschappen, die tevens dienst deden als selectiewedstrijd voor de Olympische Spelen in Rio de Janeiro, via een derde plaats voor die Spelen kwalificeerde. In Rio de Janeiro wist zij zich bij het kogelslingeren met een worp van 70,79 te kwalificeren voor de finale, waarin ze zich met een beste worp van 70,95 nog iets wist te verbeteren. Ze eindigde hiermee op de achtste plaats.

### Continentaal record
In 2017 werd Price, net als het jaar ervoor, derde op de Amerikaanse kampioenschappen, waarmee zij haar uitzending naar de WK in Londen later dat jaar veiligstelde. In Londen overleefde zij met een beste slingerworp van 72,78 de kwalificatie nu wel, in tegenstelling tot haar WK-debuut in 2015. Datzelfde niveau wist zij in de finale echter niet te herhalen, want met een beste prestatie van 70,04 eindigde zij nu als negende.
Aansprekender resultaten boekte Price in het jaar dat volgde. Eerst veroverde zij in Des Moines haar eerste nationale titel met een continentale recordworp van 78,12, om vervolgens ook de titel bij het kogelslingeren te winnen op de NACAC-kampioenschappen in Toronto. Zij rondde het seizoen af met een overwinning tijdens de wedstrijd om de Continental Cup in Ostrava met 75,46.

### Wereldkampioene
In 2019 bereikte Price het voorlopige hoogtepunt van haar atletiekloopbaan. Ze begon met het prolongeren van haar Amerikaanse titel bij het kogelslingeren door haar eigen continentale record van het jaar ervoor te verbeteren tot 78,24. Het maakte haar tot favoriete voor het goud op de WK in Doha en die rol maakte zij waar. Met een verste worp van 77,54 was zij al haar concurrentes veruit de baas. Het was bovendien de eerste medaille die een Amerikaanse kogelslingeraarster op een WK veroverde.

### Voorbij de 80 meter
Nadat in 2020 het mondiale wedstrijdgebeuren vanwege de coronacrisis praktisch stil was komen te liggen, pakte Price in 2021 de draad weer op door op de Amerikaanse kampioenschappen haar derde titel te veroveren en daarbij met haar derde verbetering van het continentale record op rij met 80,31 tevens voor het eerst de 80 meter grens te passeren. Na de Poolse wereldrecordhoudster Anita Włodarczyk was zij nu de tweede atlete die dat had gepresteerd. Het maakte haar tot de grote favoriete voor olympisch goud. Op de Spelen in Tokio kon zij die verwachtingen echter niet waarmaken en kwam zij met een beste prestatie van 73,09 op de achtste plaats terecht, net als vier jaar eerder in Rio. Een verklaring voor deze terugval is wellicht, dat Price in Tokio werd gehinderd door zowel een enkel- als een heupblessure.

## Titels
- Wereldkampioene kogelslingeren - 2019
- NACAC-kampioene kogelslingeren - 2018
- Amerikaans kampioene kogelslingeren - 2018, 2019, 2021
- NCAA-kampioene kogelslingeren - 2015, 2016

## Persoonlijke records
outdoor
| Onderdeel      | Prestatie    | Datum         | plaats |
| -------------- | ------------ | ------------- | ------ |
| kogelstoten    | 16,30 m      | 18 april 2015 | Walnut |
| discuswerpen   | 53,46 m      | 17 mei 2015   | Normal |
| kogelslingeren | 80,31 m (AR) | 26 juni 2021  | Eugene |

indoor
| Onderdeel   | Prestatie | Datum           | plaats     |
| ----------- | --------- | --------------- | ---------- |
| kogelstoten | 16,29 m   | 11 januari 2014 | Carbondale |

## Palmares

### kogelslingeren
- 2012: 11e in kwal. WK U20 – 57,82 m
- 2015:  NCAA-kamp. – 71,49 m
- 2015: 4e Pan-Amerikaanse Spelen – 68,84 m
- 2015:  NACAC-kamp. – 71,27 m
- 2015: 10e in kwal. WK – 68,69 m
- 2016: NCAA-kamp. – 71,53 m
- 2016:  Amerikaanse Olympic Trials - 73,09 m
- 2016: 8e OS – 70,95 m
- 2017:  Amerikaanse kamp. - 74,06 m
- 2017: 9e WK – 70,04 m (in kwal. 72,78 m)
- 2018:  Amerikaanse kamp. – 78,12 m (AR)
- 2018:  NACAC-kamp. – 74,60 m
- 2018:  Continental Cup te Ostrava - 75,46 m
- 2019:  Amerikaanse kamp. – 78,24 m (AR)
- 2019:  WK – 77,54 m
- 2021:  Amerikaanse kamp. – 80,31 m (AR)
- 2021: 8e OS – 73,09 m

1999 Mihaela Melinte · 
2001 Yipsi Moreno · 
2003 Yipsi Moreno · 
2005 Olga Koezenkova ·
2007 Betty Heidler ·
2009 Anita Włodarczyk ·
2011 Tatjana Lysenko ·
2013 Anita Włodarczyk · 
2015 Anita Włodarczyk · 
2017 Anita Włodarczyk · 
2019 DeAnna Price · 
2022 Brooke Andersen  · 
2023 Camryn Rogers
- World Athletics: 14491584